# Inga herthae
Inga herthae är en ärtväxtart som beskrevs av Hermann August Theodor Harms. Inga herthae ingår i släktet Inga och familjen ärtväxter. Inga underarter finns listade i Catalogue of Life.